# Park 360

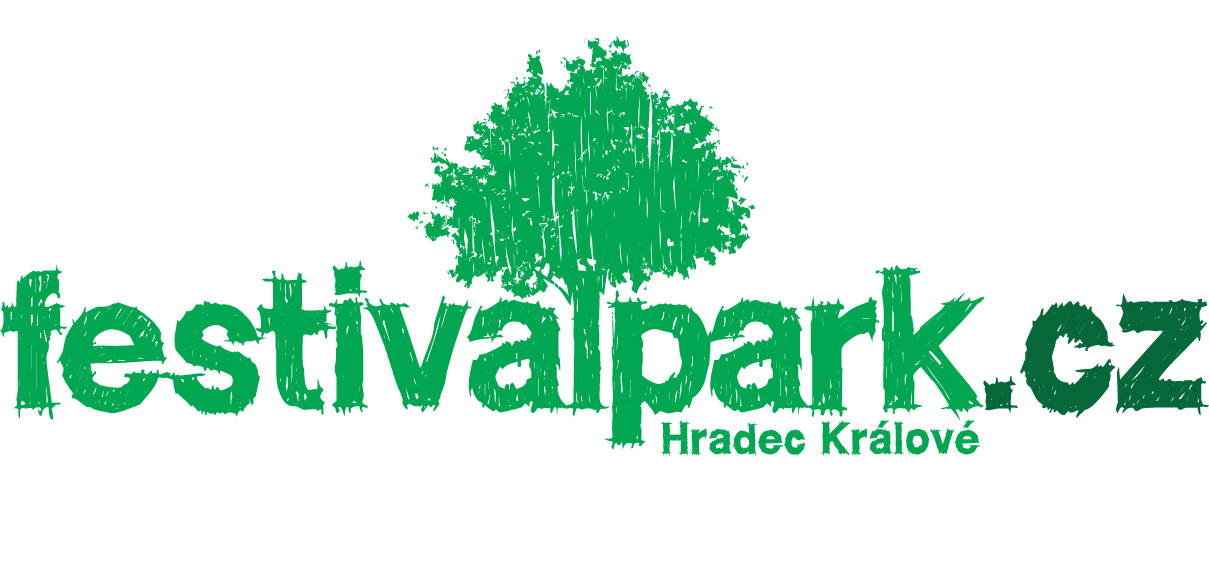
Logo Festivalparku

Park 360, dříve Festivalpark je multifunkční areál s plochou 50 hektarů nacházející se v části areálu bývalého vojenského letiště v Hradci Králové. Základní část areálu pojme až 40 tisíc návštěvníků, 20 tisíc stanů a má více než 10 tisíc parkovacích míst. V případě potřeby lze kapacitu zvětšit až trojnásobně.
Díky rozsáhlému prostoru, síti asfaltových komunikací, řadě různě rozmístěných staveb, ale také množství vzrostlých stromů lze areál využít pro indoorové i outdoorové akce. V areálu se pravidelně pořádají festivaly Rock for People a Festival Kefír, v roce 2023 se tady konalo i Národní skautské jamboree.